# Support élévateur
Pour les articles homonymes, voir Boy.
Un support élévateur, ou boy (nom de marque plus ou moins devenu nom commun), est un outil utilisé dans les laboratoires de chimie pour élever et placer à une hauteur donnée d'autres éléments matériels. Ainsi, il est habituellement utilisé pour élever un agitateur magnétique, un chauffe-ballon, un cristallisoir, un bain réfrigérant ou une partie d'un montage désaxé qui nécessite un soutien.
Le support-élévateur intervient le plus souvent dans la zone inférieure des appareillages qui sont ordinairement fixés quelques décimètres au-dessus du plan de travail pour les commodités de surveillance et de liberté de manœuvre : posé sur le plan de travail, il permet depuis ce niveau d'élever avec rapidité, précision et sûreté tout autre instrument en l'un des points bas de l'appareillage. La hauteur de fixation de celui-ci est d'ailleurs souvent choisie en prévoyant la possibilité d'utiliser un ou plusieurs supports-élévateurs : trop bas le support et ce qu'il doit hisser ne peuvent être glissés en dessous ; trop haut, l'extension maximale du support peut être dépassée et donc la position non atteinte.
Sur le principe du cric, il se compose de plans articulés, assurant la résistance et rigidité, qu'une vis sans fin, maniée par l'utilisateur par l'extrémité munie d'une mollette, met progressivement en extension, le plan ou plateau supérieur s'en trouvant élevé ; inversement leur repliement est déclenché par la rotation inverse de la vis et favorisé par le poids du plateau, ceci sans verrouillage particulier.